# 푸르어
푸르어(Fur)는 수단 서부의 푸르족이 사용하는 나일사하라어족 계통의 언어이다. 가까운 암당어(Amdang)와 함께 푸르어군으로 묶인다. 포르어(For)나 콘자라어(Konjara, 과거 지배적인 부족의 이름에서)로도 불린다.

## 같이 보기
- 푸르족
- 다르푸르